# Günter Klemm
Günter Klemm (* 10. November 1929 in Neumünster) ist ein ehemaliger deutscher Fußballspieler, der es als Torwart von 1953 bis 1963 in den Oberligen Süd und West auf 187 Einsätze gebracht hat.

## Laufbahn

### FSV Frankfurt, 1953 bis 1956
Der mit seinen Eltern bereits im Jahre 1935 nach Wiesbaden gekommene Günter Klemm wurde als Spieler von der SpVgg Nassau Wiesbaden am Ende der Saison 1952/53 zu zwei Einsätzen in die deutsche Fußballnationalmannschaft der Amateure berufen. Er hütete bei den siegreichen Spielen im April bzw. Juni 1953 in Linz gegen Österreich und in Wuppertal gegen Frankreich das Tor der DFB-Amateure. Der 1,78 m große Torwart zeichnete sich durch Gewandtheit und Reaktionsvermögen aus. Die Schwarz-Blauen aus Bornheim vom FSV Frankfurt nahmen den Amateurtorhüter zur Runde 1953/54 für die Oberliga Süd unter Vertrag. Durch die Trainertätigkeit von Willibald Kreß kam Klemm bei den „Bernemer“ in die Hände eines Experten für das Torhüterspiel. Im Startspiel am 16. August 1953 im Stadion am Bornheimer Hang debütierte der Mann aus Wiesbaden vor 20.000 Zuschauern gegen den VfB Stuttgart in der Oberliga Süd. Die Stuttgarter, Finalist der deutschen Fußballmeisterschaft des Jahres 1953, setzten sich mit dem Siegtreffer von Erwin Waldner in der 89. Spielminute mit 3:2 Toren gegen den FSV durch. Klemm bestritt in dieser Runde alle 30 Oberligaspiele des auf dem siebten Rang eingekommenen FSV Frankfurt. Damit hatte sich der FSV gegenüber dem 11. Rang des Vorjahres zwar verbessert, aber der Stadtrivale Eintracht Frankfurt holte sich die Vizemeisterschaft im Süden. Im zweiten Jahr am Bornheimer Hang verstärkte Mittelstürmer Berthold Buchenau den Angriff, Klemm stand in 19 Spielen im Tor und der FSV gehörte auf dem 6. Rang der Spitzengruppe an, die Eintracht behauptete aber mit dem vierten Platz weiterhin die Spitze in Frankfurt. In seinem dritten Jahr beim FSV zog Torhüter Willi Rado mit 19 Spielen gegenüber elf des Ex-Wiesbadeners an Klemm vorbei. Trotz der Zugänge von Hans Strittmatter und Herbert Rappsilber an der Seite von Richard Herrmann fielen die Blau-Schwarzen auf den neunten Tabellenplatz zurück und Klemm wechselte zur Runde 1955/56 in den Westen zum 1. FC Köln. Von 1953 bis 1956 bestritt er für Frankfurt 60 Spiele in der Oberliga Süd.

### 1. FC Köln, 1956 bis 1960
Beim 1. FC Köln erlebte der ehemalige Amateurnationaltorhüter seine besten Platzierungen in der Oberliga. Als Nachfolger von Günter Jansen der zu Borussia Mönchengladbach gewechselt war, setzte ihn Trainer Hennes Weisweiler in allen 30 Spielen der Runde 1956/57 ein. Im zweiten Jahr beim 1. FC wuchs Klemm mit Fritz Ewert ein hoffnungsvoller und leistungsstarker Konkurrent heran. Klemm stand in 21 Spielen, Ewert in neun Spielen im Tor der Mannschaft von Hennes Weisweiler. Als Vizemeister zog Köln in die Endrunde um die deutsche Fußballmeisterschaft im Jahr 1958 ein. In allen fünf Begegnungen der Endrunde gegen den 1. FC Kaiserslautern (Qualifikation), Hamburger SV, FK Pirmasens und den 1. FC Nürnberg war er im Einsatz. Die letzten neun Spiele in der Oberliga West bestritt Klemm dann in der Runde 1958/59. Jetzt war die unbestrittene Nummer eins bei der „Geißbock-Elf“, Torhüter Fritz Ewert. In der Endrunde 1960 kam Klemm am 18. Juni bei der 2:5-Niederlage gegen Werder Bremen nochmals zum Zuge. Im Finale um die deutsche Fußballmeisterschaft am 25. Juni gegen den Hamburger SV stand aber wieder Ewert im Tor der Kölner. Zur Runde 1960/61 wechselte Klemm nach 60 Oberligaeinsätzen zum Lokalrivalen SC Viktoria Köln.

### Viktoria Köln, 1960 bis 1963
Bei der Viktoria traf er wieder auf Trainer Hennes Weisweiler und absolvierte in den letzten drei Runden der Oberliga West von 1960 bis 1963 67 Oberliga-Spiele. Trotz der Zugänge von Klaus Matischak, Willibert Kremer, Erich Ribbeck und Jürgen Sundermann konnte sich die Viktoria 1962/63 nicht für die neue Fußball-Bundesliga ab der Saison 1963/64 qualifizieren. Mit 34 Jahren beendete Günter Klemm im Sommer 1963 seine aktive Torhüterlaufbahn.

### Internationale Einsätze, 1953 bis 1962
Neben den zwei Berufungen in der Amateurnationalmannschaft testete Bundestrainer Sepp Herberger den Torhüter von Nassau Wiesbaden im Mai/Juni 1953 auch in Lehrgängen mit drei Spielen gegen die Profimannschaft der Bolton Wanderers. Dazu kamen auch noch zwei Einsätze in einer DFB-Auswahl am 4. und 6. Juni 1953 in Augsburg und Berlin gegen Süddeutschland und die Stadtelf Berlin. Anfang August 1953 wurde Klemm auch zu einem Vorbereitungslehrgang für das erste WM-Qualifikationsspiel gegen Norwegen in die Sportschule Malente zusammen mit den weiteren Torhütern Toni Turek, Karl Adam und Helmut Henig eingeladen. Für DFB-Teams kam er in den Folgejahren nicht mehr zum Einsatz.
Mit der Stadtauswahl Köln kam er in der Runde 1960/61 in drei Spielen des Messepokals gegen den AS Rom zum Zuge. Der 2:0-Sieg am 8. Februar 1961 in Rom war dabei ein herausragendes Ergebnis gegen die Profis von Trainer Alfredo Foni. Im Entscheidungsspiel am 1. März fiel er verletzungsbedingt in der 36. Minute beim Spielstand von 0:0 aus und die Mannen um Pedro Manfredini, Giampaolo Menichelli und Juan Schiaffino setzten sich mit 4:1 Toren durch. Mit Viktoria Köln bestritt er am 4. Oktober 1962 sein viertes Spiel im Messe-Cup. Beim 4:3-Heimerfolg gegen Ferencvaros Budapest hatte es Günter Klemm mit Flórián Albert, Gyula Rákosi und Máté Fenyvesi im Sturm der Ungarn zu tun.